# Prinzenkopfturm
Der Prinzenkopfturm bei Pünderich an der Mosel ist ein 27,3 m hoher Aussichtsturm im rheinland-pfälzischen Landkreis Cochem-Zell.

## Lage
Der Prinzenkopfturm steht etwa 700 m westnordwestlich der Marienburg auf dem namensgebenden Prinzenkopf, einem 235,5 m ü. NHN hohen Berg nahe der engsten Stelle der Moselschleife „Zeller Hamm“ zwischen Pünderich im Süden, Alf im Nordnordwesten und Bullay im Nordnordosten. Am Turm führt der Fernwanderweg Moselsteig vorbei, der auf diesem Abschnitt von Reil kommend über den Prinzenkopf nach Barl und weiter nach Zell verläuft. Der Kulturwanderweg Kanonenbahn führt von Bullay über den Prinzenkopf nach Reil.

## Geschichte
Der Prinzenkopfturm ist bereits der vierte Aussichtsturm an dieser Stelle, dessen Geschichte im Jahr 1818 begann, als der damalige Kronprinz und spätere König Friedrich Wilhelm IV. während einer Rheinlandreise auf dem zu jener Zeit unbewaldeten, damals „Pferdskopf“ genannten Berg die schöne Aussicht auf die Mosel genoss. In den folgenden Jahren wiederholten sich die Besuche, worauf der Berg den Namen „Prinzenkopfhöhe-Prinzenkopf“ erhielt. Schließlich wurden Fichten angepflanzt und ein Pavillon erbaut.

### Erster Turm
Nachdem die wachsenden Bäume die schöne Aussicht zunehmend behinderten, wurde 1888 zunächst ein Holzturm errichtet, der vorher als Vermessungsturm im Kondelwald stand, dort zerlegt und auf dem Prinzenkopf wieder aufgebaut wurde. Nach nur zehn Jahren war der Turm jedoch morsch und musste ersetzt werden.

### Zweiter Turm
1898 wurde der „Turmbauverein Prinzenkopfhöhe GmbH“ gegründet, der den Bau eines Steinturmes vorantrieb. Nach halbjähriger Bauzeit wurde dieser am 25. Juli 1899 eingeweiht. 1906 wurde ein schiefergedecktes Dach aufgesetzt sowie eine Verglasung angebracht, die vor Wetter und lästigen Flugameisen schützen sollte. Die Gläser waren passend zu den vier Jahreszeiten in roter, grüner, gelber und blauer Farbe ausgeführt, wodurch der vorher ungestörte Blick nun etwas beeinträchtigt war. 1944 musste der Turm wegen zunehmender Angriffe auf die unterhalb des Prinzenkopfs befindliche Moselbrücke gesperrt werden, bis er schließlich am 15. März 1945 nach Sprengungen der amerikanischen Armee zerstört wurde.

### Dritter Turm

Dritter Aussichtsturm auf dem Prinzenkopf; Holzturm (2005)

1983 wurde von den Ortsgemeinden Alf und Pünderich wieder ein Holzturm errichtet, der jedoch nach Baumängeln 2005 gesperrt und 2008 abgerissen werden musste.

### Vierter Turm
Kurz nach dem Abriss des Holzturms begann 2008 der Bau des heutigen Stahlturms, der bis Juni 2009 fertiggestellt und am 11. Juli 2009 offiziell eingeweiht wurde. Er wurde am 31. Mai 2009 für die Benutzung freigegeben und wurde an diesem Tag von 974 Besuchern bestiegen. Die Finanzierung erfolgte durch die umliegenden Gemeinden, das Land Rheinland-Pfalz und einen Großsponsor. Außerdem wurden Spenden durch symbolische Treppenstufenkäufe geleistet.

## Beschreibung
Der neue Prinzenkopfturm wurde in Stahl-Fachwerkbauweise errichtet, steht auf einem 2,75 m hohen quadratischen Grundgeschoß und hat an der Basis eine Kantenlänge von fünf mal fünf Metern. Die Gesamthöhe beträgt mit Dach 22 m, mit der oben montierten Mobilfunkantenne 27,3 m. Der Aufgang zum Turm führt zuerst über einige Stufen zur Fundamentebene, dann über eine gewinkelte Betontreppe auf das Grundgeschoß und schließlich über eine im Turm verlaufende Metalltreppe mit 90 Stufen und neun Zwischenpodesten zur 18 m hoch gelegenen überdachten Aussichtsplattform. Insgesamt sind 113 Stufen zu bewältigen. Auf der Plattform  befinden sich ein Fernrohr, ein „Gipfelbuch“ sowie unter dem Dach eine fernsteuerbare Webcam, welche Ende Mai 2021 durch Vandalismus zerstört wurde.
Die Aussichtsplattform bietet einen der besten Ausblicke auf die Mosel mit ihrer engen Schleife von Pünderich über Zell nach Bullay sowie auf die umliegenden Weinberge, die Hunsrückhöhen und den Kondelwald.
Auf dem Turm betreibt der Mobilfunkanbieter Telefonica Deutschland eine BTS (Base Transceiver Station). Diese wurde für die Dauer der Arbeiten durch eine temporäre BTS, etwa 50 m unterhalb des Turmstandortes ersetzt.